# Даберков
Даберков (нім. Daberkow) — громада в Німеччині, розташована в землі Мекленбург-Передня Померанія. Входить до складу району Передня Померанія-Грайфсвальд. Складова частина об'єднання громад Ярмен-Тутов.
Площа — 15,39 км2. Населення становить 339 ос. (станом на 31 грудня 2020).

## Галерея

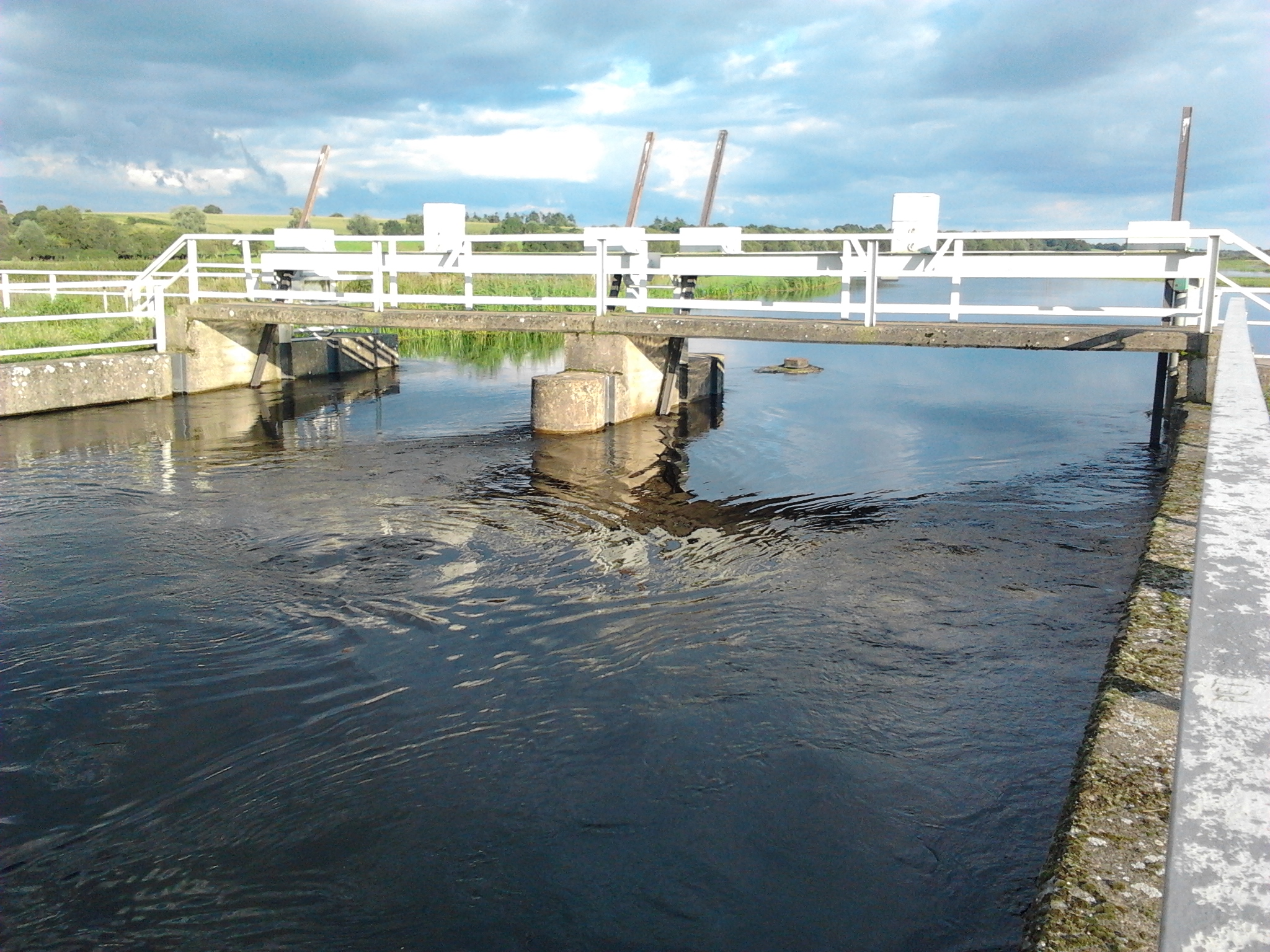
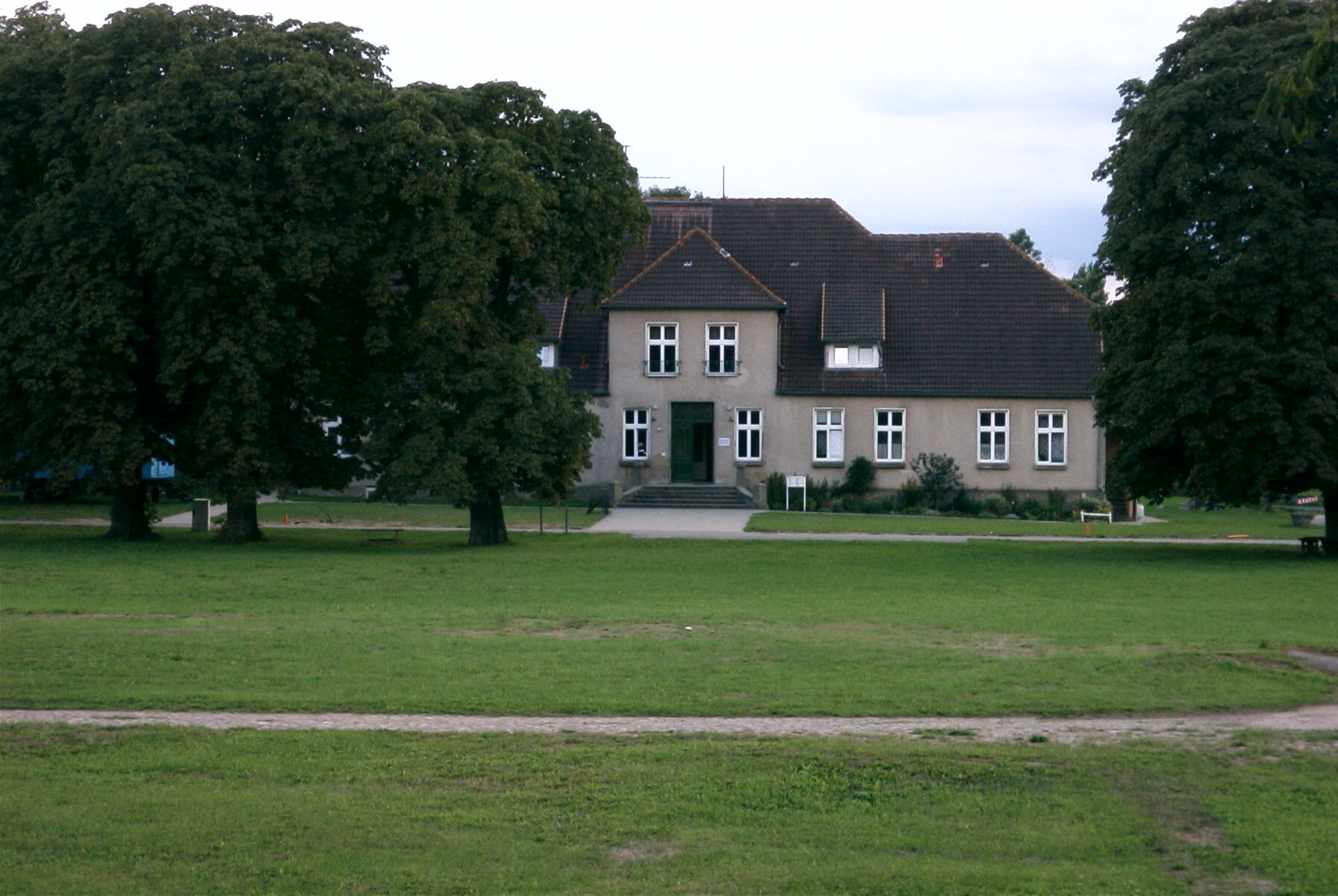
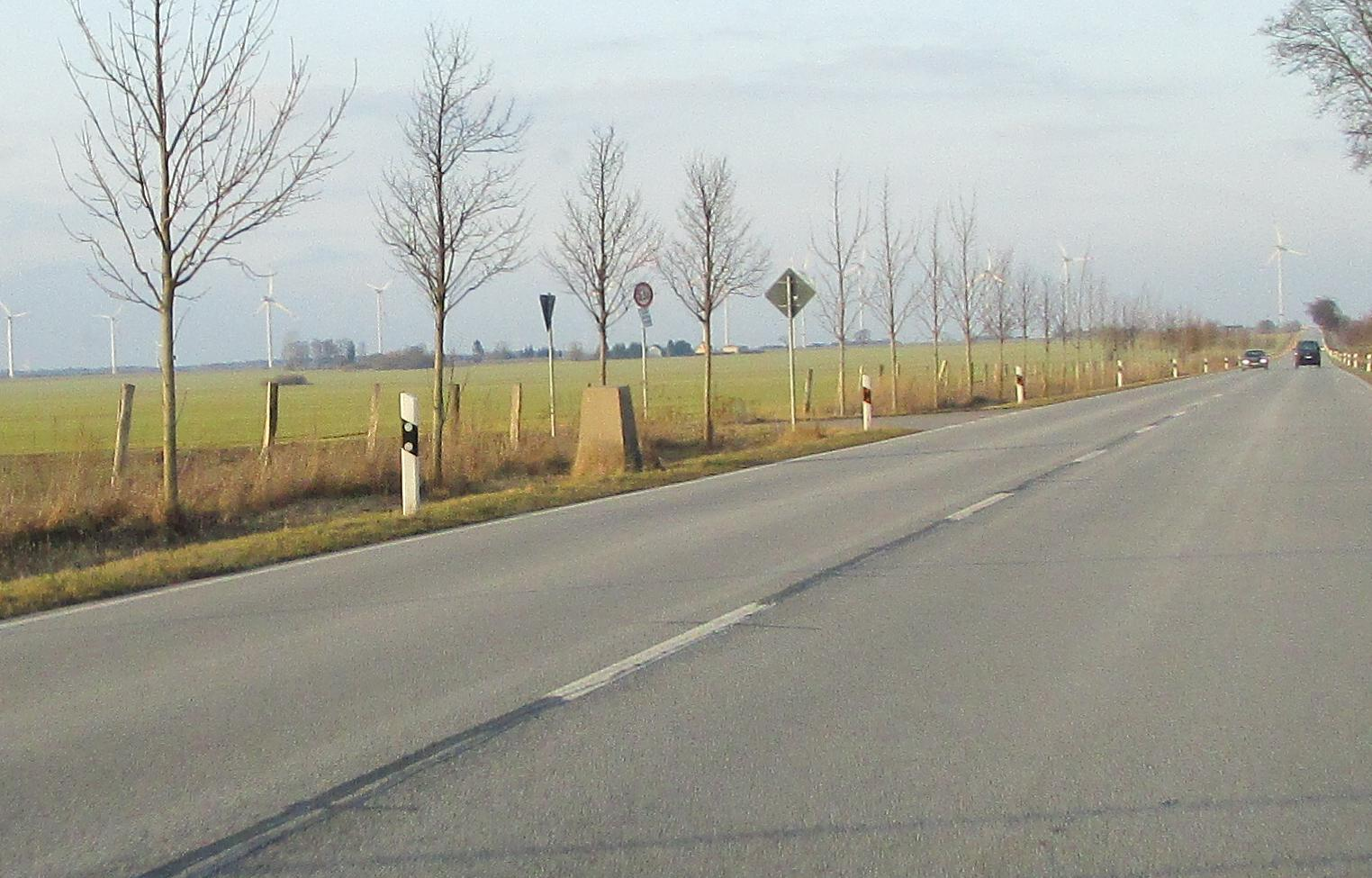